# Cleve Garth Falls
Die Cleve Garth Falls sind ein mehrstufiger Wasserfall im Fiordland-Nationalpark auf der Südinsel Neuseelands. Er liegt im Lauf eines namenlosen Bachs, dessen Quellgebiet südöstlich des Gipfels des 1544 m hohen Mount Wilmot in den Matterhorn Mountains der Neuseeländischen Alpen liegt. Seine Gesamtfallhöhe beträgt 365 Meter, seine höchste Fallstufe misst 107 Meter.
Der Wasserfall ist im Rahmen einer organisierten Tour zum Doubtful Sound von der Wilmot Pass Road aus zu sehen.